# Vladimir Voronkov
Vladimir Petrovitj Voronkov (ryska: Владимир Пегрович Воронков), född 20 mars 1944 i Korezino i Tjuvasjien, död 25 september 2018 i Odintsovo i Moskva oblast, var en sovjetisk längdskidåkare som var aktiv under 1960- och 1970-talen. Han erövrade guld på 4 x 10 kilometer i Sapporo 1972.